# Blåstrupig biätare
Blåstrupig biätare (Merops viridis) är en fågel i familjen biätare inom ordningen praktfåglar.

## Utseende och läte
Blåstrupig biätare är en lysande grön fågel med lång näbb och trekantiga starlika vingar. Adulta fågeln har bjärt ljusblått på strupen, orangebrunt på hjässan och bak på ryggen, en svart ögonmask och blå stjärt med förlängda centrala stjärtpennor. Ungfåglar är ljusare blå på strupen och saknar både de förlängda stjärtpennorna och det bruna på ovansidan. Lätet är gladlynt, uppåtböjt "chileep".
Mycket lika filippinbiätaren, tidigare behandlad som underart till blåstrupig biätare, har det blå på undersidan begränsat till endast en ton vid området kring strupen, vilket gör att den ser nästan helgrön ut under. Vidare är den snarare roströd än mörkt kastanjebrun på hjässan och har annorlunfa färgad stjärt.

## Utbredning och systematik
Blåstrupig biätare förekommer från södra Kina, Thailand och Indokina till Sumatra, Borneo och Java. Den behandlas numera vanligen som monotypisk, det vill säga att den inte delas in i några underarter. Tidigare inkluderades dock filippinbiätare (Merops americanus) i blåstrupig biätare, men denna urskiljs numera vanligen som egen art.

## Status
Arten har ett stort utbredningsområde och beståndet anses stabilt. Internationella naturvårdsunionen IUCN listar den därför som livskraftig (LC).